# テンガロンハット

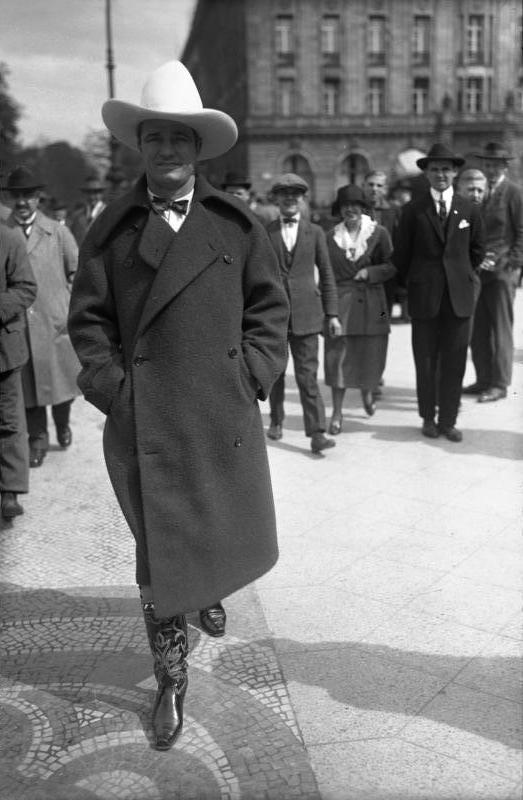
本来のテンガロンハット

テンガロンハット（ten-gallon hat）とはカウボーイなどが着用するカウボーイハットの一種。 高いクラウン（crown、山部）・幅広いブリム（brim、つば）・飾りひもが装備されている。

## 由来
名前の由来は、特徴的な形状から、10ガロン (ten gallon) の水が入るという誇張からである。実際に10ガロン（=37.85リットル）の水が収まる容量はない。
西部劇ではテンガロンハットで水を汲む場面もある。
西部劇の衣装として作られたとも言われる。
19世紀後半に流行、カウボーイは身長が低かったため自分を大きくみせようとテンガロンハットを被り、それの大きさで本人の収入がわかるほど金をかけていた。

## 特徴
素材は冬はウールや夏は麦わらが使用されている。色は白や灰色、茶色、黒が多いが赤や青も存在する。カウボーイハットの中では珍しい種類であり、実際のカウボーイがこのスタイルの帽子をかぶることはほとんどない。現在の一般的なカウボーイや、カントリー・ミュージック歌手が被るハットのスタイルは、カトルマン(Cattleman)と呼ばれる種類である。

## ギャラリー

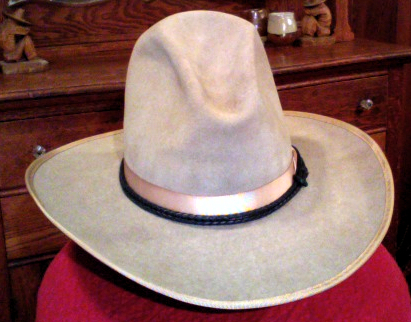